# Doliops huruki
Doliops huruki es una especie de escarabajo del género Doliops, familia Cerambycidae. Fue descrita científicamente por Barševskis en 2014.
Habita en Filipinas. Los machos y las hembras miden aproximadamente 15 mm. El período de vuelo de esta especie ocurre en todos los meses del año excepto en agosto y septiembre.